# Un homme change son destin
Pour plus de détails, voir Fiche technique et Distribution.

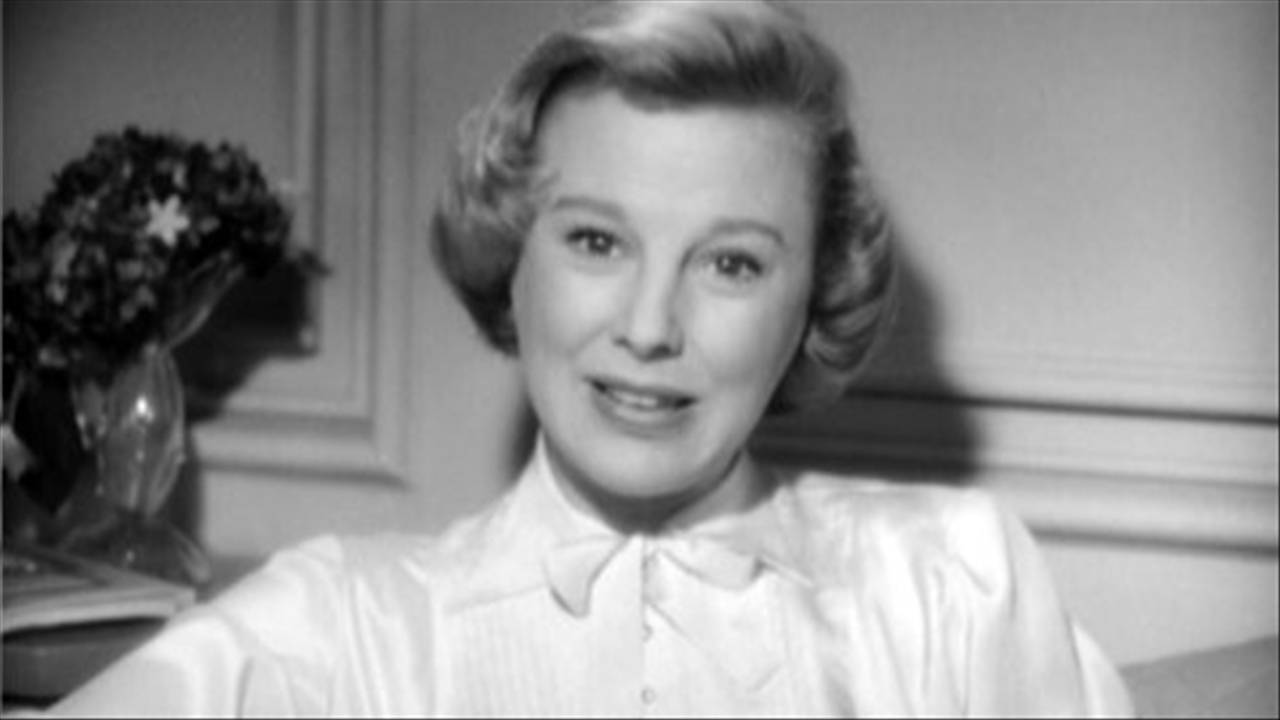
June Allyson

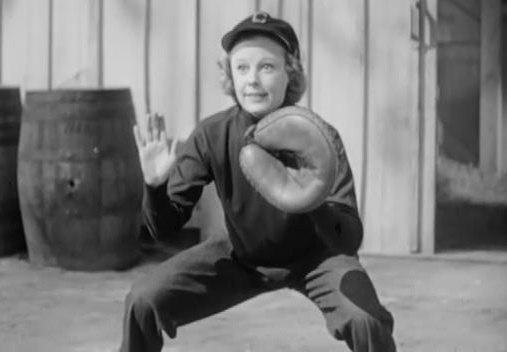
June Allyson

Un homme change son destin (The Stratton Story) est un film américain en noir et blanc réalisé par Sam Wood, sorti en 1949.
Le film raconte la véritable histoire de Monty Stratton, un joueur de la ligue I de baseball qui a joué pour les White Sox de Chicago de 1934 à 1938.

## Synopsis
James Stewart joue le rôle de Stratton qui en 1938, pendant l'intersaison, s'est tiré accidentellement une balle dans la jambe droite au cours d'une partie de chasse, si bien qu'il a dû être amputé. Il semblait que sa carrière fût bel et bien terminée, et pourtant, avec une jambe de bois et l'appui de sa femme Ethel (June Allyson), il est arrivé à renouer avec le succès en ligue II en 1946.

## Fiche technique
- Titre : Un homme change son destin
- Titre original : The Stratton Story
- Réalisation : Sam Wood
- Scénario : Guy Trosper, Douglas Morrow, d'après son histoire
- Photographie : Harold Rosson
- Montage : Ben Lewis
- Musique : Adolph Deutsch, David Snell (non crédité)
- Direction artistique : Cedric Gibbons, Paul Groesse
- Décors : Edwin B. Willis
- Costumes : Helen Rose
- Producteur : Jack Cummings
- Société de production : Metro-Goldwyn-Mayer
- Société de distribution : Metro-Goldwyn-Mayer
- Pays de production :  États-Unis
- Langue : anglais américain
- Genre : Film dramatique, Film biographique
- Durée : 106 minutes
- Format : noir et blanc - 35 mm - 1,37:1 - Son : Mono (Western Electric Sound System)
- Dates de sortie : 
  - États-Unis : 21 avril 1949 (première à Cleveland) | 12 mai 1949 (New York)
  - France : 18 avril 1952

## Distribution
- James Stewart (VF : Marc Cassot) : Monty Stratton
- June Allyson (VF : Raymonde Reynard) : Ethel Stratton
- Frank Morgan (VF : Georges Chamarat) : Barney Wile
- Agnes Moorehead (VF : Lucienne Givry) : Ma Stratton
- Bill Williams : Eddie Dibson
- Bruce Cowling : Ted Lyons
- Cliff Clark (VF : Pierre Morin) : Josh Higgins
- Robert Gist (VF : Jacques Beauchey) : Earnie
- Holmes Herbert : le docteur

Acteurs non crédités :
- Gino Corrado : Le chef du restaurant
- James Nolan (VF : Paul Lalloz) : Un journaliste

## À noter
- Ronald Reagan aurait souhaité le rôle-titre mais il était sous contrat avec la Warner Bros, qui n'a pas voulu le libérer pour un film, dont elle pensait que ce serait un échec. Un homme change son destin a été financièrement un grand succès et a remporté l'Academy Award pour le meilleur scénario original.
- Selon Stratton, Stewart « a fait un travail du tonnerre pour donner de moi une image dont je pense qu'elle était aussi proche que possible de la réalité ».
- Parmi les autres artistes qui y ont joué on peut citer Frank Morgan comme l'entraîneur personnel de Stratton, « Barney Wile », Agnes Moorehead comme Ma Stratton, et les grands joueurs de ligue Gene Bearden, Bill Dickey et Jimmy Dykes dans des apparitions en cameo. C'est à l'occasion du tournage du film qu'Agnes Moorehead aurait rencontré son premier mari, l'acteur Robert Gist.